# Ruine Alt-Signau
Die Ruine Alt-Signau ist die Ruine einer mittelalterlichen Höhenburg auf einem Hügel über der Steinenmühle in der Schweizer Gemeinde Bowil im Kanton Bern.

## Geschichte
Die Burg war der Stammsitz der Freiherren von Signau. Die Familie wurde 1130 erstmals urkundlich unter Werner von Signau erwähnt.
Die Burg diente dem Schutz und der Kontrolle des Weges zwischen Emmental und Aaretal.
Mitte des 14. Jahrhunderts wurde die Burg zu Gunsten der Burg Neu-Signau aufgegeben.
Die Ruine ist vergleichsweise gut erhalten (Mauerreste). 